# Martin Mull
Pour les articles homonymes, voir Mull.
Martin Mull, né le 18 août 1943 à Chicago (Illinois) et mort le 27 juin 2024 à Los Angeles (Californie), est un acteur, scénariste, producteur, compositeur et peintre américain.

## Biographie

### Débuts
Martin Mull est né le 18 août 1943 à Chicago en Illinois aux États-Unis. fils de Betty Mull, actrice et réalisatrice, et de Harold Mull, ingénieur acoustique. Il a déménagé avec sa famille à North Ridgeville, dans l'Ohio, quand il avait deux ans. Ils y ont vécu jusqu'à ce qu'il ait 15 ans, lorsque sa famille a déménagé à New Canaan, Connecticut. Il a fréquenté et obtenu son diplôme de New Canaan High School. Martin Mull a étudié la peinture, et a obtenu son diplôme en 1965 de la Rhode Island School of Design avec un baccalauréat en beaux-arts en 1967, il a obtenu une maîtrise en beaux-arts en peinture, également de RISD.

### Carrière
Martin Mull a fait ses débuts dans le show business en tant qu'auteur-compositeur, en écrivant le single country de Jane Morgan en 1970, "A Girl Named Johnny Cash", qui a atteint la 61e place des charts country de Billboard. Peu de temps après, il a commencé sa propre carrière d'enregistrement. Son premier album éponyme est sorti en 1972.
Tout au long des années 1970, Martin Mull est connu comme comédien musical, interprétant des chansons satiriques et humoristiques en direct et en studio. Plutôt que d'utiliser les accessoires de scène de la plupart des groupes musicaux, Mull décorait sa scène avec des meubles confortables de friperie.
Martin Mull a commencé à peindre dans les années 1970, et ses œuvres ont été exposées en groupe et en solo. Il a participé à l'exposition « Flush with the Walls » du 15 juin 1971 dans les toilettes pour hommes du Boston Museum of Fine Arts, pour protester contre le manque d'art contemporain et local dans le musée. Sa première exposition personnelle sérieuse a eu lieu en 1980 à la Molly Barnes Gallery de Los Angeles et a été créditée par l'artiste Mark Kostabi comme ayant joué un rôle déterminant dans le lancement de sa propre carrière en raison de « l'adoption simultanée par Mull de l'humour et de la gravité dans l'art visuel ». Son travail combinait souvent la peinture photoréaliste et les styles pop art et collage.
Au cours de la décennie des années 1980, Martin Mull a joué dans plusieurs publicités pour Michelob, Pizza Hut, et Red Roof Inn.
Parmi ses autres rôles notables, figure le colonel Mustard dans le film Clue de 1985, Leon Carp dans Roseanne, Willard Kraft dans Sabrina l'apprentie sorcière, Vlad Masters / Vlad Plasmius dans Danny Fantôme et Gene Parmesan dans Arrested Development. Il a eu un rôle récurrent dans Mon Oncle Charlie en tant que Russell, un pharmacien humoristique consommateur de drogue.
Martin Mull a remporté de nombreux prix pour son travail, notamment un CableACE Award en 1985 pour le faux documentaire « The History of White People in America », une nomination au Video Premiere Award pour le film « Zack and Reba » en 1998 et un Innovator Award en 2008 pour « Roseanne ». Pour son rôle de Bob Bradley dans « Veep », Martin Mull a été nommé pour un Emmy en 2016 et a remporté un OFTA Television Award, et un Gold Derby TV Award.

### Vie privée
Martin Mull a divorcé deux fois, de 1972 à 1978 avec l'auteur Kristin Johnson, puis de 1978 à 1981 avec Sandra Baker, puis a épousé la chanteuse Wendy Haas en 1982, le couple résidais à Los Angeles. Martin Mull et Wendy Haas ont eu une fille, Maggie, qui en 2021, est co-productrice exécutive de Family Guy.

### Décès
Martin Mull est décédé d'une longue maladie à son domicile de Los Angeles le 27 juin 2024, à l'âge de 80 ans.

## Filmographie

### comme acteur
- 1976 : Mary Hartman, Mary Hartman (en) (série télévisée) : Garth Gimble / Barth Gimble
- 1977 : Fernwood 2 Night (série télévisée) : Barth Gimble
- 1978 : America 2-Night (série télévisée) : Barth Gimble
- 1978 : Modulation de fréquence (FM) : Eric Swan
- 1979 : The T.V. Show (TV) : différents personnages
- 1980 : Serial : Harvey Holroyd
- 1980 : My Bodyguard de Tony Bill : Larry Peache
- 1980 : The Tom and Dick Smothers Brothers Special I (TV)
- 1980 : The Tom and Dick Smothers Brothers Special II (TV)
- 1981 : Take This Job and Shove It : Dick Ebersol
- 1983 : Sunset Limousine (TV) : Mel Shaver
- 1983 : Mister Mom : Ron Richardson
- 1983 : Le Collège s'envoie en l'air (Private School) de Noel Black : le pharmacien
- 1984 : Domestic Life (série télévisée) : Martin Crane
- 1984 : The Jerk, Too (TV) : Guest / Gambler
- 1984 : Quoi de neuf docteur ? : Warren Fitzpatrick
- 1985 : The History of White People in America (TV) : Host
- 1985 : Lots of Luck (TV) : Frank Maris
- 1985 : Des filles de rêve (California Girls) (TV) : Elliot
- 1985 : Cluedo (Clue) : colonel Moutarde
- 1986 : Clue: Movies, Murder & Mystery (TV)
- 1986 : The History of White People in America: Volume II (TV) : Host
- 1986 : The Vidiots (TV) : Benningworth, Mr.
- 1986 : The Boss' Wife (en) de Ziggy Steinberg (en) : Tony Dugdale
- 1987 : Flicks : Tang / Arthur Lyle
- 1987 : Jonathan Winters: On the Ledge (TV) : différents personnages
- 1987 : Vous avez dit dingues? (O.C. and Stiggs) : Pat Coletti
- 1987 : Home Is Where the Hart Is : Carson Boundy (lawyer)
- 1988 : Martin Mull Live from North Ridgeville, Ohio (TV)
- 1988 : Portrait of a White Marriage
- 1988 : Rented Lips : Archie Powell
- 1989 : Cutting Class : William Carson III
- 1990 : Ski Patrol (en) de Richard Correll : Maris
- 1990 : His and Hers (en) (série télévisée) : docteur Doug Lambert
- 1990 : Think Big : Dr Bruekner
- 1990 : Far Out Man : Dr Liddledick
- 1991 : Ted and Venus de Bud Cort : Ted's Attorney
- 1991 : Dance with Death : Art
- 1992 : Miracle Beach : Donald Burbank
- 1992 : Family Dog (série télévisée) : Skip Binsford (voix)
- 1992 : The Jackie Thomas Show (série télévisée) : Doug Talbot
- 1993 : The Whole Shebang (TV) : Harvey Doe
- 1993 : Sex, Shock & Censorship (TV)
- 1993 : Mme Doubtfire (Mrs. Doubtfire) : Justin Gregory
- 1993 : The Day My Parents Ran Away (TV) : Norman Roberts
- 1994 : Mr. Write : Dan Barnes
- 1994 : How the West Was Fun (TV) : Bart Gafooley
- 1996 : Movies Money Murder : Dr Jim
- 1996 : Edie & Pen : Johnnie Sparkle
- 1996 : La Course au jouet (Jingle All the Way) de Brian Levant : D.J.
- 1997-2000 : Sabrina, l'apprentie sorcière (Sabrina, the Teenage Witch) (série télévisée) : Principal adjoint puis Principal Willard Kraft
- 1998 : Les Nouveaux Robinson (Beverly Hills Family Robinson) (TV) : Doug Robinson
- 1998 : Zack and Reba : Virgil Payne
- 1998 : Richie Rich : Meilleurs Vœux (Richie Rich's Christmas Wish) (vidéo) : Richard Rich
- 2000 : Attention Shoppers : Charles
- 2001 : Et Dieu créa Sœur Mary (TV) : le mari sceptique
- 2001 : The Ellen Show (série télévisée) : Mr. Munn (2001-2002)
- 2002 : Teamo Supremo (série télévisée) : gouverneur Kevin (voix)
- 2002 : The Year That Trembled : Wayne Simonelli
- 2003 : The Nick at Nite Holiday Special (TV) : Mr. Mull, The Innkeeper
- 2004 : Un fiancé pour Noël (A Boyfriend for Christmas) (TV) : Martin Grant
- 2005 : Hopeless Pictures (série télévisée) : Skip
- 2005 : Come Away Home : Barney
- 2006 : Mon vrai père et moi : Jeffrey Morton
- 2008 : New York, unité spéciale (Law and Order: Special Victims Unit) : Dr Gideon Hutton (saison 10, épisode 5 : Refus de soin)
- 2010 : Kiss and Kill : Holbrook
- 2008-2013 : Mon oncle Charlie : Russell
- 2011 : Le Fantôme du grenier (Oliver's Ghost) (TV) : Clive
- 2013 : Le Rôle de sa vie (Reading Writing & Romance) (TV) : Phil
- 2013 – 2014 : Dads (série télévisée) : Crawford Whittemore
- 2015 : Community : George Perry
- 2017 – 2019 : I'm Sorry : Martin
- 2020 : Brooklyn Nine-Nine (série télévisée) : Amiral Walter Peralta (saison 7, épisode 10)

### comme scénariste
- 1979 : The T.V. Show (TV)
- 1985 : The History of White People in America d'Harry Shearer (téléfilm)
- 1986 : The History of White People in America: Volume II (téléfilm)
- 1988 : Portrait of a White Marriage d'Harry Shearer (téléfilm)
- 1988 : Rented Lips

### comme producteur
- 1986 : Clue: Movies, Murder & Mystery (TV)
- 1988 : Rented Lips